# Motte du Plessis-Lastelle
La motte du Plessis-Lastelle est un des vestiges d'un ancien château fort qui se dresse sur la commune française du Plessis-Lastelle dans le département de la Manche, en région Normandie.

## Localisation
La motte est située, sur un rebord de plateau, à 300 mètres au sud-est de l'église Saint-Jean-Baptiste du Plessis-Lastelle, au lieu-dit le Moulin, entre la route D 24 qui va de Périers à Valognes, et les marais de Gorges, dans le département français de la Manche. Elle est implantée à proximité de la voie antique qui traversait le marais et reliait les villes gallo-romaines d'Alauna (Alleaume) et de Cosedia (Coutances).

## Historique
La forteresse du Plessis, un château de terre et de bois à l'origine, fut la possession du baron Grimoult, l'un des principaux seigneurs conjurés, qui en 1046, avec d'autres barons normands attentèrent à la vie du jeune duc de Normandie, Guillaume II, dit le « Bâtard » et futur Conquérant. En 1047, il sera l'un des chefs  de l'armée des rebelles que le duc Guillaume écrasa à la bataille de Val-ès-Dunes. Grimoult, vaincu, réussi à s'échapper, mais poursuivi par les hommes du duc fut finalement capturé et enfermé à Rouen où il décéda en captivité, probablement de mort non naturelle,. Au XIIe siècle, Wace écrira dans le Roman de Rou qu'il : « fut trouvé mort dans sa geôle […] et comme il était enchaîné, il fut enterré avec ses fers ».
Au XIIe siècle, les structures en bois furent probablement remplacées par une tour maîtresse cylindrique en pierre. En 1195, Philippe Auguste donna la châtellenie du Plessis à Richard de Vernon en échange de son château. Plus tard, Louis XIV la concéda à la famille de Coigny.
On ne sait pas, dans l'état des connaissances actuelles, à quelle date le site fut abandonné.
À la fin du XIXe siècle, la motte fut coiffée d'un calvaire et l'on creusa dans ses flancs une grotte figurant le tombeau du Christ. Un chemin de croix inauguré en 1911, et détruit en 1944, fut rétabli par les habitants en 1967.

## Description
La motte circulaire avec basse-cour, bâtie sur le rebord d'un plateau, dont elle est séparée par un profond fossé, relevait du fief de La Haye.
Très imposante, en forme de tronc de cône, elle est haute de quinze à vingt mètres, avec un diamètre au sommet d'environ trente-cinq mètres. Sur celle-ci se dresse un large pan de mur de l'ancien donjon circulaire d'époque Plantagenêt, bâtie à l'intérieur de la vieille enceinte arasée au sol, et surmonté de nos jours par une croix. Cette tour, d'un diamètre de 11,50 m environ fut détruite par mines et explosifs.
On peut encore voir également les bases des murailles de l'ancien château fort. Les restes de la tour maîtresse ont été aménagés en belvédère, à partir duquel on profite d'un panorama à 360 °. Une plaque gravée sur place, retrace l'histoire du baron Grimoult.
D'après Gerville et Renault, une double enceinte encore visible au siècle dernier protégeait la motte à l'ouest, côté le plus accessible. On ne distingue plus de traces des remparts comme le mentionne également Arcisse de Caumont sur un plan de son Cours d'Antiquités monumentales, mais la basse-cour se devine encore très bien sur le cadastre.
Lors de travaux de terrassements fut mis au jour une enceinte bâtie à sec, de plan octogonal irrégulier avec des côtés de 4,30 à 8 m de long et un léger fruit sur l'extérieur, bordant la plate-forme en pierre plates. Quatre contreforts de plan semi-circulaire de 4 à 5 m de diamètre renforcent un angle sur deux de cette enceinte

## Seigneurie du Plessis
Avant 1047, l'honneur du Plessis, était une vaste seigneurie qui s'étendait sur 10 600 hectares d'un seul tenant et dont l'actuelle commune du Plessis-Grimoult, située au pied du mont Pinçon, dans le département du Calvados était le centre. Au vu de l'éloignement géographique avec le Plessis-Lastelle, on ne peut admettre un quelconque lien, sauf une simple homonymie.